# Lijst van wapens van Franse deelgebieden
Dit artikel bevat een lijst van wapens van Franse deelgebieden. Frankrijk bestaat uit 22 Europese regio's en 5 overzeese regio's. Deze regio's zijn ingedeeld in 101 departementen, waarvan er vijf overzee liggen (deze zijn regio en departement tegelijk). Onder de departementen zijn er nog drie bestuurlijke niveaus: de arrondissementen, de kantons en de gemeentes.
Daarnaast heeft Frankrijk nog overzeese gebiedsdelen die niet tot een regio behoren: Frans-Polynesië, Saint-Pierre en Miquelon en Wallis en Futuna.
Klik op 'wapen van' onder een wapen om naar het artikel over dat wapen te gaan.

## Regionale wapens

### Europese regio's

Wapen van Auvergne-Rhône-Alpes
Wapen van Bourgogne-Franche-Comté
Wapen van Bretagne
Wapen van Centre-Val de Loire
Wapen van Corsica
Wapen van Grand Est
Wapen van Hauts-de-France
Wapen van Île-de-France
Wapen van Normandië
Wapen van Nouvelle-Aquitaine
Wapen van Occitanie
Wapen van Pays de la Loire
Wapen van Provence-Alpes-Côte d'Azur

### Voormalige regio's (voor 2016)

Wapen van Aquitanië
Wapen van Auvergne
Wapen van Basse-Normandie
Wapen van Bourgondië
Wapen van Bretagne
Wapen van Centre
Wapen van Champagne-Ardennen
Wapen van Corsica
Wapen van de Elzas
Wapen van Franche-Comté
Wapen van Haute-Normandie
Wapen van Île-de-France
Wapen van Languedoc-Roussillon
Wapen van Limousin
Wapen van Lotharingen
Wapen van Midi-Pyreneeën
Wapen van Nord-Pas-de-Calais
Wapen van Pays de la Loire
Wapen van Picardië
Wapen van Poitou-Charentes
Wapen van Provence-Alpes-Côte d'Azur
Wapen van Rhône-Alpes

### Overzeese regio's

Wapen van Frans-Guyana
Wapen van Guadeloupe
Wapen van Martinique
Wapen van Mayotte
Wapen van Réunion

## Departementale wapens

### Europese departementen

Wapen van Ain (01)
Wapen van Aisne (02)
Wapen van Allier (03)
Wapen van Alpes-de-Haute-Provence (04)
Wapen van Hoge Alpen (05)
Wapen van Alpes-Maritimes (06)
Wapen van Ardèche (07)
Wapen van Ardennen (08)
Wapen van Ariège (09)
Wapen van Aube (10)
Wapen van Aude (11)
Wapen van Aveyron (12)
Wapen van Bouches-du-Rhône (13)
Wapen van Calvados (14)
Wapen van Cantal (15)
Wapen van Charente (16)
Wapen van Charente-Maritime (17)
Wapen van Cher (18)
Wapen van Corrèze (19)
Wapen van Hoog-Corsica (2A)
Wapen van Zuid-Corsica (2B)
Wapen van Côte-d'Or (21)
Wapen van Côtes-d'Armor (22)
Wapen van Creuse (23)
Wapen van Dordogne (24)
Wapen van Doubs (25)
Wapen van Drôme (26)
Wapen van Eure (27)
Wapen van Eure-et-Loir (28)
Wapen van Finistère (29)
Wapen van Gard (30)
Wapen van Haute-Garonne (31)
Wapen van Gers (32)
Wapen van Gironde (33)
Wapen van Hérault (34)
Wapen van Ille-et-Vilaine (35)
Wapen van Indre (36)
Wapen van Indre-et-Loire (37)
Wapen van Isère (38)
Wapen van Jura (39)
Wapen van Landes (40)
Wapen van Loir-et-Cher (41)
Wapen van Loire (42)
Wapen van Haute-Loire (43)
Wapen van Loire-Atlantique (44)
Wapen van Loiret (45)
Wapen van Lot (46)
Wapen van Lot-et-Garonne (47)
Wapen van Lozère (48)
Wapen van Maine-et-Loire (49)
Wapen van Manche (50)
Wapen van Marne (51)
Wapen van Haute-Marne (52)
Wapen van Mayenne (53)
Wapen van Meurthe-et-Moselle (54)
Wapen van Maas (55)
Wapen van Morbihan (56)
Wapen van Moezel (57)
Wapen van Nièvre (58)
Wapen van het Noorderdepartement (59)
Wapen van Oise (60)
Wapen van Orne (61)
Wapen van Pas-de-Calais (62)
Wapen van Puy-de-Dôme (63)
Wapen van Pyrénées-Atlantiques (64)
Wapen van Hautes-Pyrénées (65)
Wapen van Pyrénées-Orientales (66)
Wapen van Bas-Rhin (67)
Wapen van Haut-Rhin (68)
Wapen van Rhône (69D)
Wapen van Métropole de Lyon (69M)
Wapen van Haute-Saône (70)
Wapen van Saône-et-Loire (71)
Wapen van Sarthe (72)
Wapen van Savoie (73)
Wapen van Haute-Savoie (74)
Wapen van Parijs (75)
Wapen van Seine-Maritime (76)
Wapen van Seine-et-Marne (77)
Wapen van Yvelines (78)
Wapen van Deux-Sèvres (79)
Wapen van Somme (80)
Wapen van Tarn (81)
Wapen van Tarn-et-Garonne (82)
Wapen van Var (83)
Wapen van Vaucluse (84)
Wapen van Vendée (85)
Wapen van Vienne (86)
Wapen van Haute-Vienne (87)
Wapen van Vosges (88)
Wapen van Yonne (89)
Wapen van het Territoire de Belfort (90)
Wapen van Essonne (91)
Wapen van Hauts-de-Seine (92)
Wapen van Seine-Saint-Denis (93)
Wapen van Val-de-Marne (94)
Wapen van Val-d'Oise (95)

### Overzeese departementen
Aangezien de regio's overzee tegelijkertijd ook departement zijn, zijn de wapens van overzeese departementen onder het kopje Overzeese regio's te vinden.

## Overzeese collectiviteiten

Wapen van Frans-Polynesië
Wapen van Nieuw-Caledonië
Wapen van Saint-Barthélemy
Wapen van Saint-Pierre en Miquelon
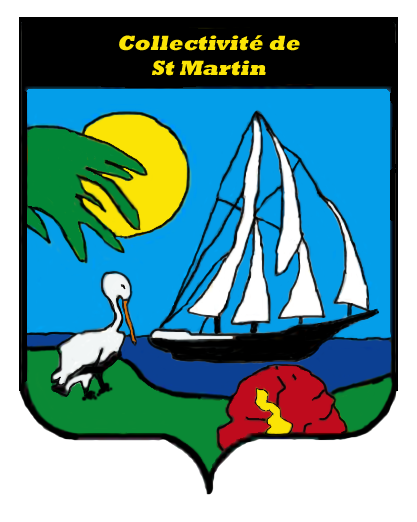
Wapen van Sint-Maarten
Wapen van Wallis en Futuna

## Overzees territorium

Wapen van de Franse Zuidelijke Gebieden